# Newman (Illinois)
Newman è un comune degli Stati Uniti d'America, situato in Illinois, nella Contea di Douglas.